# Sahlgrensbron

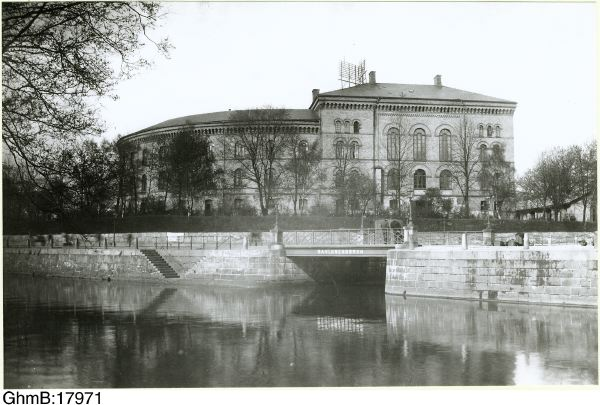
Sahlgrensbron och Sahlgrenska sjukhuset vid Grönsakstorget. Bildsamlingen vid Göteborgs stadsmuseum.

Sahlgrensbron var en bro från Grönsakstorget över Västra Hamnkanalen till Sahlgrensgatan i Göteborg. Bron fick sitt namn 1883 till minne av köpmannen och en av grundarna av Svenska Ostindiska Companiet Nicolaus Sahlgren och raserades i samband med att kanalen fylldes igen år 1905. Bron hette tidigare Reparebansbron.